# 巴靈 (密蘇里州)
巴靈（英語：Baring）是位於美國密蘇里州諾克斯縣的城市。

## 人口
根據2020年美國人口普查的數據，巴靈的面積為0.33平方千米，皆為陸地。當地共有人口125人，而人口密度為每平方千米379人。